# Timothé Vergiat
Timothé Vergiat (Roanne, 7 de março de 1998) é um jogador de basquete francês.

## Carreira
Timothé Vergiat estreou-se no clube de basquete amador ASB de Saint-Symphorien-de-Lay antes de ingressar no clube de treinamento do Chorale de Roanne, e finalmente ingressou no Centro Federal. Ele começou sua carreira como prospecto no Hyères Toulon durante a temporada 2016-2017. Em 2017, decidiu ingressar na SOMB por dois anos.
Nos Jogos Olímpicos de Verão de 2024, em Paris, conquistou a medalha de prata no torneio masculino do basquetebol 3x3, após confronto na final contra a equipe dos Países Baixos, ao lado de Lucas Dussoulier, Jules Rambaut e Franck Seguela.